# Jan Wojnarski

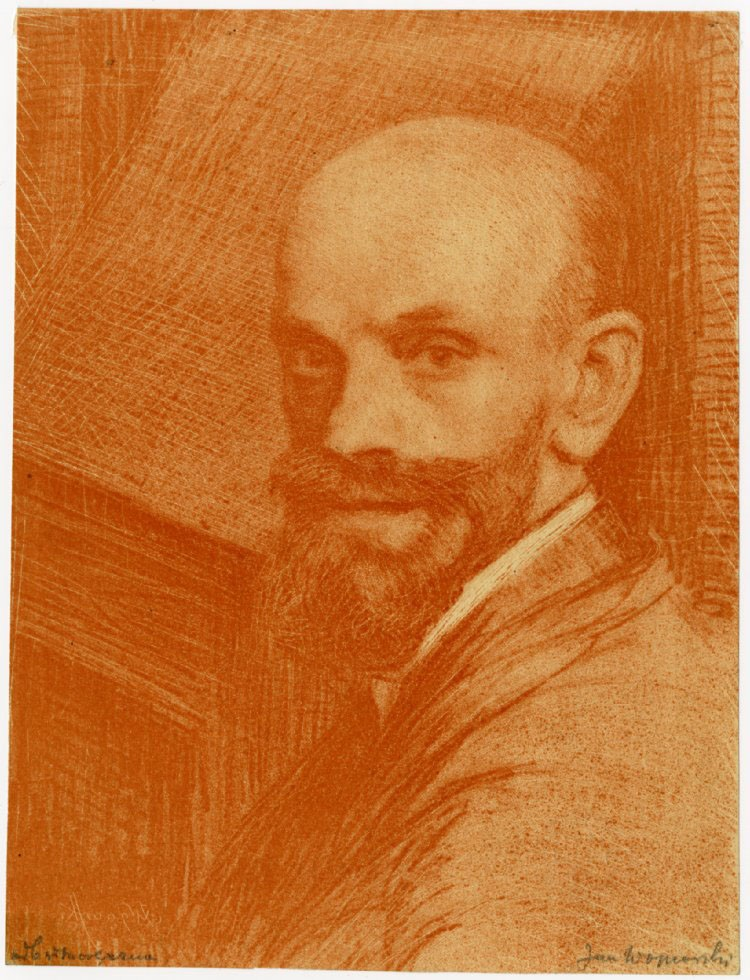
Jan Wojnarski, zelfportret.

Jan Wojnarski (Tarnów, 1879 - Krakau, 14 oktober 1937) was een Pools kunstschilder en graficus. Hij maakte vooral landschappen in een impressionistische stijl.

## Leven en werk
Wojnarski was de zoon van een kerkorganist. Hij studeerde aan de Academie van Schone Kunsten in Warschau, onder Florian Tinker, Jan Stanisławski en Leon Wyczółkowski. In 1904 - 1905 maakte hij een studiereis naar Italië. Na zijn terugkeer trad hij in de leer bij Jozef Pankiewicz. Vanaf 1911 trad hij in dienst bij de Academie voor Schone Kunsten in Krakau, eerst als assistent en vanaf 1929 als hoogleraar.
Wojnarski maakte vooral landschappen op klein formaat, in een impressionistische en postimpressionistische stijl. Met name de invloed van Jan Stanislawski is duidelijk herkenbaar. Ook werd hij bekend met zijn etsen en litho's. Hij werd diverse malen onderscheiden op nationale en internationale tentoonstellingen, alsook met de Orde Polonia Restituta. Hij overleed in 1937. Veel van zijn werken zijn thans te zien in het Nationaal Museum te Krakau en het Nationaal Museum te Warschau.

## Galerij

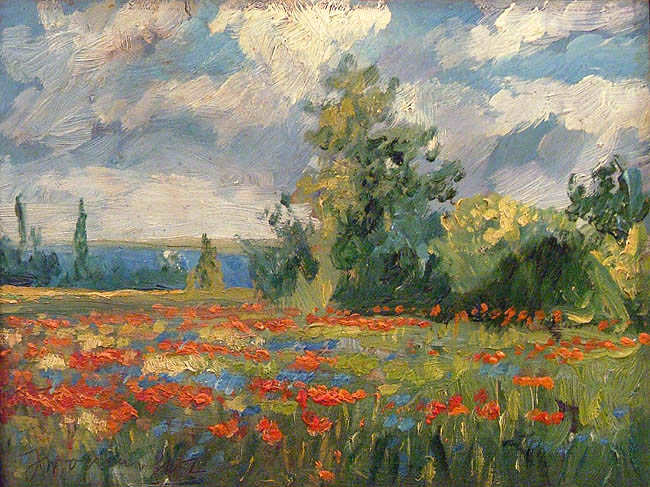
Zomerlandschap
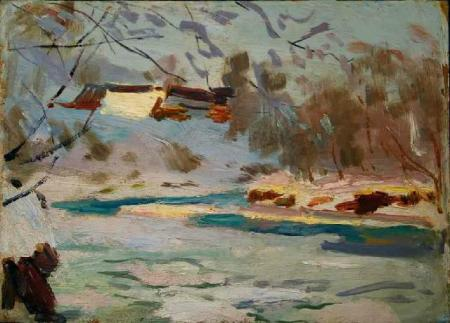
Winterlandschap
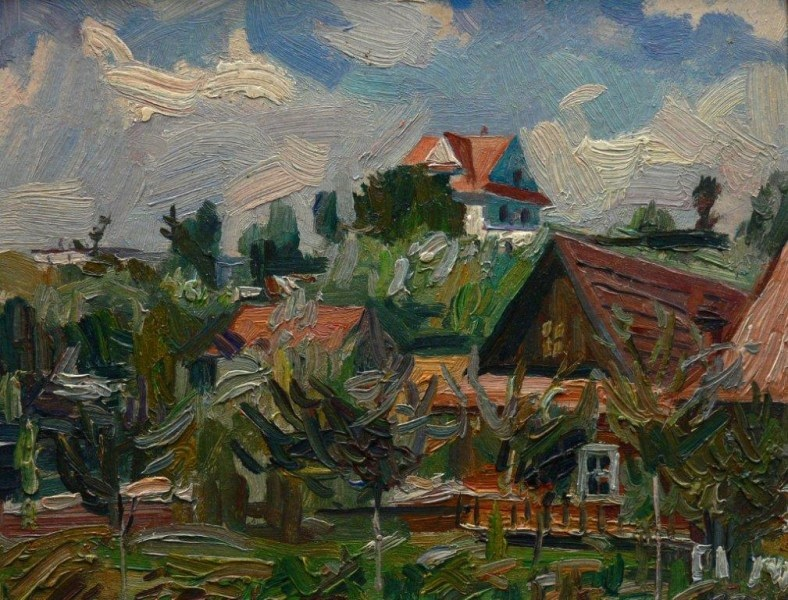
Zatyte
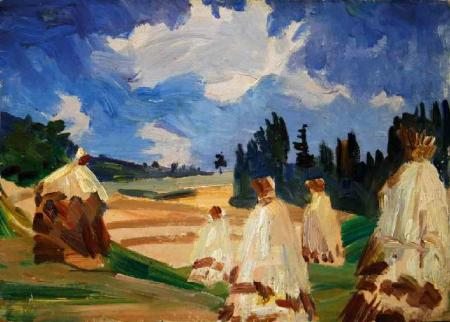
Hooimijten
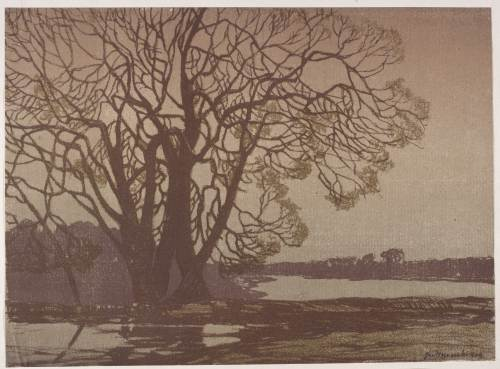
Landschap bij de rivier, litho